# Jean-Daniel Brèque
Jean-Daniel Brèque, né en 1954 à Bordeaux (France), est un traducteur français œuvrant notamment dans les littératures de l'imaginaire.

## Liste non exhaustive des auteurs traduits
- Poul Anderson
- Margaret Atwood
- Clive Barker
- Greg Bear
- Poppy Z. Brite
- Orson Scott Card (Les Mages de Westil)
- Dean Koontz
- Raymond Elias Feist
- Lev Grossman (Les Magiciens)
- Joe Haldeman
- Peter F. Hamilton
- Stephen King (Terres perdues…)
- Graham Masterton
- Lucius Shepard (L'Aube écarlate, Les Attracteurs de Rose Street, Abimagique, Le Livre écorné de ma vie, …)
- Dan Simmons (L'Échiquier du mal, Ilium…) ; la collaboration entre l'auteur et le traducteur s'achève en 2009, Jean-Daniel Brèque se disant "troublé, révolté et même écœuré" des prises de positions de Dan Simmons[1].
- Brian Stableford
- Tade Thompson
- John C. Wright (L'Œcumène d'or )

## Autres travaux
Par ailleurs, il a publié ses propres nouvelles, écrit une préface pour un collectif d'essais sur Stephen King ("Les Enfants de Stephen King" in Stephen King, Premières approches, Éditions du Céfal, 2000), une préface pour un recueil de nouvelles de Ramsey Campbell (Derrière le masque..., Dreampress.com, 2006), ainsi qu'un essai consacré à Poul Anderson (Orphée aux étoiles, Les voyages de Poul Anderson,  Les Moutons électriques , 2008). Il est également directeur littéraire et traducteur de la collection Baskerville aux éditions Rivière Blanche.

## Récompenses
- 1995 : grand prix de l'Imaginaire pour ses traductions des romans Âmes perdues de Poppy Z. Brite et Les Larmes d'Icare de Dan Simmons[2] ;
- 2008 : grand prix de l'Imaginaire pour sa traduction du Quatuor de Jérusalem d'Edward Whittemore[3] ;
- 2018 : grand prix de l'Imaginaire pour ses traductions des romans Certains ont disparu et d'autres sont tombés par Joel Lane, La Bibliothèque de Mount Char par Scott Hawkins et Apex par Ramez Naam
- 2020 : lors de la Convention nationale française de science-fiction à Orléans-la-Source, fin août, le jury issu du fandom  de la science-fiction (francophone) lui décerne le prix Cyrano[4] 2020 pour son travail de traduction, décrit comme la « voix des voix de l'imaginaire », qu'il redédicace aussitôt à toute sa profession, « aussi invisible qu'invisibilisée ».